# Zita (helgon)
Zita, född 1218 i Monsagrati, Lucca, Italien, död 27 april 1278 i Lucca, Italien, var en italiensk tjänsteflicka och bekännare. Zita vördas som helgon inom Romersk-katolska kyrkan. Hennes minnesdag firas den 27 april.hennes attribut Förklädenyckel eller nycklar

### Fotnoter
1. ↑  Cruz, Joan Carroll, Secular Saints, s. 749.